# Maria Gontowicz-Szałas
Maria Gontowicz-Szałas, bis 1987 Maria Gontowicz, (* 23. Februar 1965 in Gorzów Wielkopolski) ist eine ehemalige polnische Judoka. Sie war Weltmeisterschaftszweite 1986 im Leichtgewicht.

## Sportliche Karriere
Die 1,60 m große Maria Gontowicz trat im Leichtgewicht an, der Gewichtsklasse bis 56 Kilogramm. In dieser Gewichtsklasse war sie 1982, 1985, 1987, 1989, 1991 und 1992 polnische Meisterin.
Ihre erste internationale Medaille gewann sie bei den Europameisterschaften 1985 in Landskrona. Nach einer Niederlage im Viertelfinale gegen die Britin Diane Bell erreichte Gontowicz mit zwei Siegen in der Hoffnungsrunde den Kampf um Bronze, dort besiegte sie die Deutsche Regina Philips. Im Jahr darauf erkämpfte sie bei den Europameisterschaften 1986 in London wieder Bronze. Nach einer Halbfinalniederlage gegen die Französin Béatrice Rodriguez bezwang die Polin im Kampf um Bronze erneut Regina Philips. Sieben Monate später bei den Weltmeisterschaften 1986 in Maastricht bezwang sie Béatrice Rodriguez im Viertelfinale und im Halbfinale die Italienerin Domenica Soraci. Das Finale verlor sie gegen die Britin Ann Hughes. 1987 gewann sie eine Bronzemedaille bei den Europameisterschaften in Paris.
Nach über einem Jahr Pause kehrte sie als Maria Gontowicz-Szałas zurück und gewann Ende 1988 hinter der Niederländerin Jenny Gal Silber bei den Weltmeisterschaften der Studierenden. 1989 unterlag sie im Finale der Europameisterschaften der Französin Catherine Arnaud. Bei den Weltmeisterschaften 1991 in Barcelona belegte sie den siebten Platz, genau wie ein Jahr später bei den Olympischen Spielen 1992.